# Sacquenville
Sacquenville is een gemeente in het Franse departement Eure (regio Normandië). De plaats maakt deel uit van het arrondissement Évreux. Sacquenville telde op 1 januari 2022 1.207 inwoners.

## Geografie
De oppervlakte van Sacquenville bedroeg op 1 januari 2022 9,97 vierkante kilometer; de bevolkingsdichtheid was toen 121,1 inwoners per km².

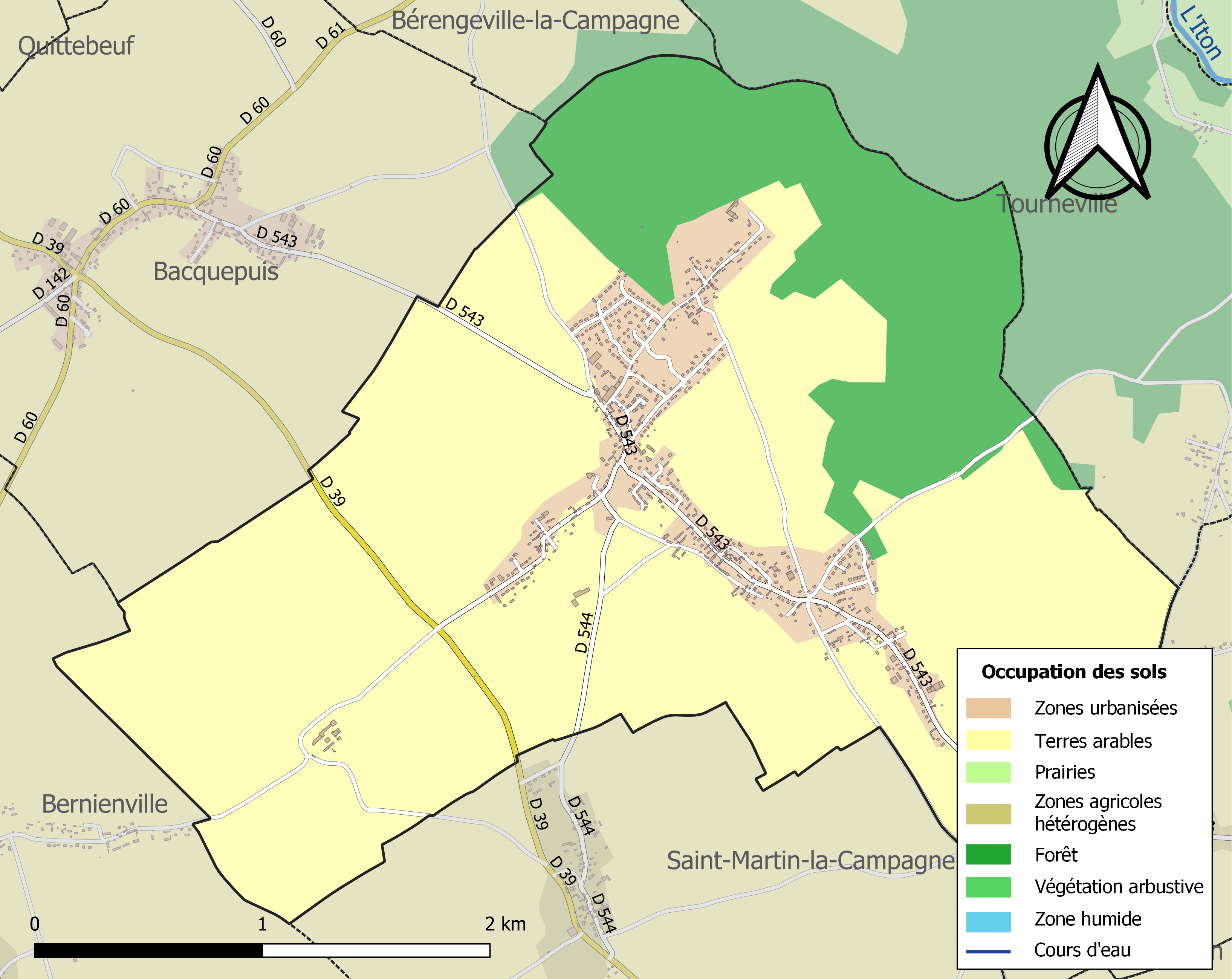
Kaart van de gemeente met belangrijkste infrastructuur, bodemgebruik en omliggende gemeenten

## Demografie
Onderstaande figuur toont het verloop van het inwonertal (bron: INSEE-tellingen).